# ابراهیما کاندیا دیالو
ابراهیما کاندیا دیالو (انگلیسی: Ibrahima Kandia Diallo; ۱۵ نوامبر ۱۹۴۱ – ۱۰ مهٔ ۲۰۱۸) بازیکن فوتبال اهل گینه بود.
وی همچنین در تیم ملی فوتبال گینه بازی کرده است.